# Panama

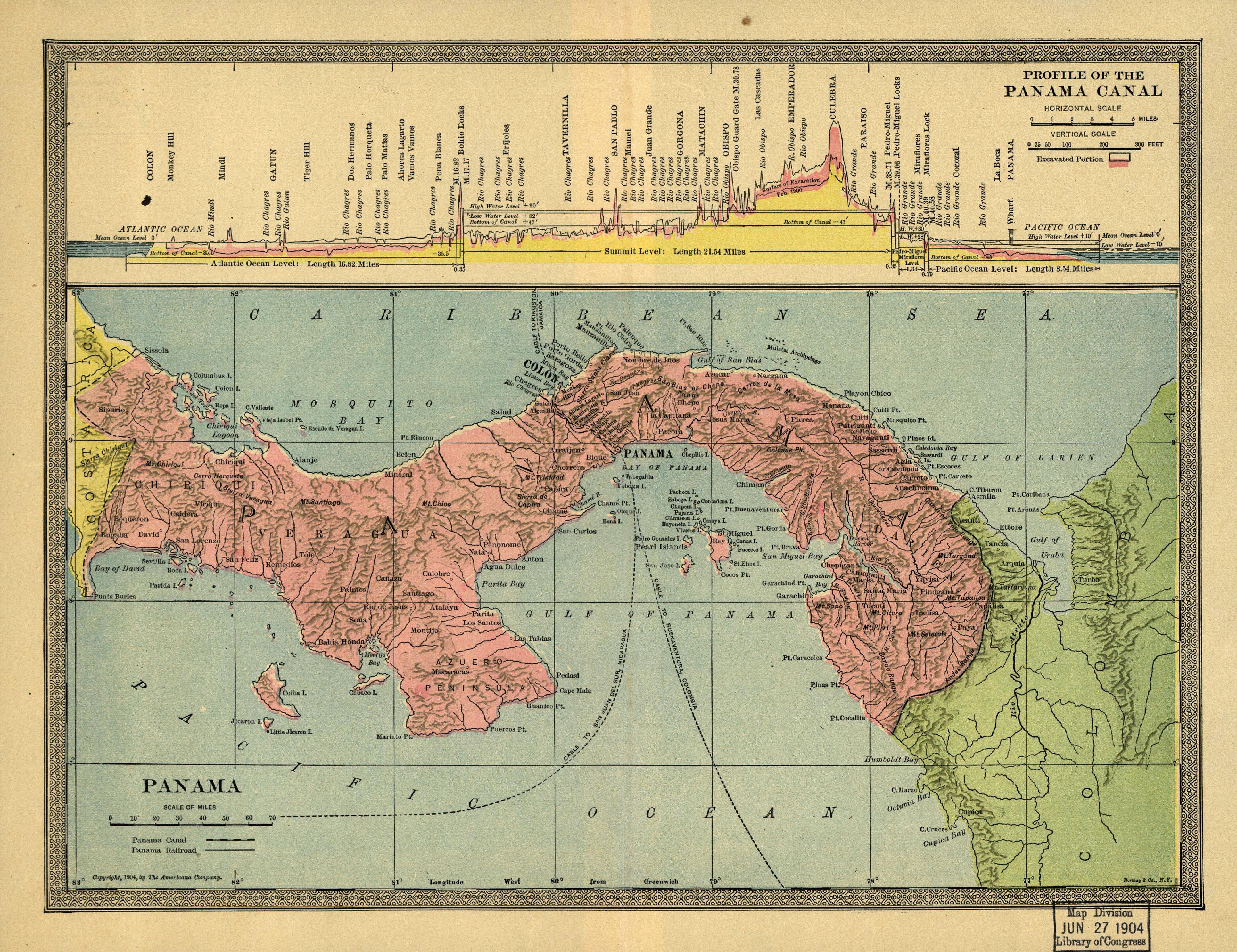
První mapa Panamy jako nezávislé země (1903)

Panama, plným názvem Panamská republika (španělsky República de Panamá), je stát na pomezí Jižní a Střední Ameriky kontrolující strategický průplav. Jeho sousedy jsou na východě Kolumbie a na západě Kostarika. Počet obyvatel přesahuje 3 miliony, z nichž téměř polovina žije v hlavním městě Panamá. Světový význam má Panamský průplav mezi Atlantským a Tichým oceánem.

## Dějiny
Území Panamy bylo původně osídleno Indiány, ale od počátku 16. století země začala být objevována a okupována Španěly. Indiánské obyvatelstvo téměř zcela vymizelo kvůli infekčním chorobám zavlečeným z Evropy. Jejich předkolumbovská populace se odhaduje na 200 000 až 2 miliony. Kolumbus se objevil u Panamských břehů již roku 1502, což byl začátek jejího začlenění do španělských kolonií, kde setrvala přes 300 let. Jako strategické nejužší místo v Americe mezi Pacifikem a Atlantikem se stala Panama rychle místem čilého obchodního a tranzitního ruchu. Zlato a stříbro z Jižní Ameriky se přepravovalo přes Panamu do Španělska.
V první fázi vznikla mezi oceány silnice, po které Španělé přepravovali cenný náklad na mulách (nejvýznamnější byly Camino real a Camino de Cruces), později ji nahradila železnice dokončená USA roku 1855 na základě uzavřené smlouvy z roku 1846 kdy byla mezi Kolumbií a USA uzavřena Mallarinova–Bidlackova smlouva, jíž si USA zajistily výsadní postavení při eventuální stavbě komunikací. V těchto letech byla Panama stále součástí nezávislé Kolumbie. Na počátku 70. let 19. století se začal naplňovat dávný sen námořníků, když se začal budovat Panamský průplav přehrazením řeky Río Chagres přehradou, přičemž vzniklo Gatúnské jezero. V roce 1878 získala francouzská společnost Compagnie Universelle, vedená stavitelem suezského průplavu Ferdinandem Lessepsem, koncesi na stavbu průplavu, v roce 1889 však zkrachovala. Aby se její majitelé vyhnuli právnímu postihu, založili společnost Compagnie Nouvelle du Canal de Panama, na kterou převedli aktiva Compagnie Universelle a 50 000 akcií podstoupili bezúplatně Kolumbijské vládě, na základě čehož získala společnost koncesi na výstavbu průplavu. Společnost v roce 1902 koupily USA, které tím zrušily své plány na vedení průplavu přes Nikaraguu a započaly práce na dokončení průplavu přes Panamu. Koupě USA následovala po krachu Hay-Herránovy smlouvy z roku 1901, která sice byla podepsána, ale nebyla Kolumbijským parlamentem ratifikována.
Při stavbě železnice a později průplavu zahynulo obrovské množství dělníků na následky malárie a žluté zimnice. I přes tyto útrapy byl ale průplav dokončen a první zkušební plavba 81,6 km dlouhým kanálem se uskutečnila roku 1913, slavnostní otevření pak 15. srpna roku 1914. V dnešní době je průplav strategickou tepnou zkracující cestu mezi oceány. Pro narůstající dopravu a nové lodě se stal průplav nedostatečný, proto se v nedávné době přistoupilo k jeho rozšiřování, přesto však jím stále nemohou proplouvat obrovské kontejnerové lodě. Průplav překonávají 3 pevné mosty (Puente de las Américas, Puente Centenario a Puente Atlántico), které zajišťují kontinuitu Panamericany.
Nezávislost na Španělsku Panama získala v roce 1821, kdy vznikl nezávislý stát Velká Kolumbie (území dnešní Kolumbie, Ekvádoru, Venezuely a Panamy), která se rozpadla v 1830 a vznikla nezávislá Venezuela a Ekvádor. Panama se stala součástí dvojstátí pod nadvládou Kolumbie s názvem Nová Granada, 1832–1858 Republika Nová Granada, 1858–1863 Granadská konfederace, násilně ukončená Kolumbií v 1863, kdy z konfederace byla učiněna Kolumbijská republika. V roce 1886 byla přijata nová ústava, která centralizovala stát jako Kolumbii.
To vedlo k občanské válce za nezávislost Panamy v letech 1899–1902, která skončila nezávislostí Panamy. Panama následně připravovala ústavu a vyhlášení samostatné republiky. Těmto snahám měla zamezit vojenská intervence kolumbijských vojsk v květnu 1903, kterým ale ve vylodění zabránil americký dělový člun USS Nashville (PG-7).
Dne 3. listopadu 1903 Panama vyhlásila nezávislost.
V roce 1904 byla uzavřena Hay-Bunau-Varillova smlouva, která spolu s ustanoveními panamské ústavy zakotvila výlučné postavení USA v oblasti budovaného průplavu (šestimílový pás území na obou jeho březích), bylo zřízeno Panamské průplavové pásmo (výsostné území USA) a umožněna výstavba dvou vojenských základen v zájmu zajištění bezpečnosti proplouvajících lodí, ke kterému se USA zavázaly. USA vyplatily Panamě jednorázový poplatek 10 miliónů dolarů a poskytly příslib placení každoročního poplatku ve výši 250 000 dolarů. V roce 1977 americký prezident Jimmy Carter a panamský generál Omar Torrijos podepsali dohodu, která stanovila 31. prosinec 1999 jako den předání Panamského průplavu Panamě jako neutrálního území pod panamskou správou, kde USA budou garantovat jeho vnější obranu.
V roce 1940 se stal prezidentem Arnulfo Arias, nacionalisticky a protiamericky orientovaný prezident, roku 1941 svržený převratem, iniciovaným USA.
Po válce držel moc v zemi José Antonio Remón velitel Národní policie, který kontroloval také funkce prezidenta. V roce 1952 byl zvolen prezidentem. Panama byla nestabilním územím a v prezidentském úřadě docházelo k častým změnám. V roce 1968 prezidenta Marca Aurelia Roblese svrhla vojenská junta vedená Omarem Torrijosem, který ovládl stát jako neomezený diktátor. V roce 1972 byl zvolen prezidentem. Zavedl sociální a ekonomické reformy, které pozvedly panamské hospodářství. V roce 1977 Panama a USA podepsaly smlouvu (Carter-Torrijosovu), která potvrzovala panamskou suverenitu v oblasti průplavu a podle které po skončení přechodného období přejde k 1. lednu 2000 jako neutrální území pod panamskou správu a USA budou garantovat jeho vnější obranu.
V roce 1981 Omar Torrijos zemřel při havárii letadla a bez ohledu na výsledek voleb v 1983, které vyhrála opozice, zesílil vliv armády v zemi. V čele armády stanul generál Manuel Noriega, který v roce 1989 zrušil již druhé volby, ve kterých vyhrála opozice. Manuel Noriega podporoval nacionalismus a antiamerické nálady i přesto, že v minulosti pracoval pro CIA. Začal porušovat embargo Kuby, obchodovat s drogami a zpochybnil smlouvy s USA o výstavbě a správě průplavu. USA přerušily diplomatické styky s Panamou. V prosinci 1989 schválil americký prezident George H. W. Bush vojenskou operaci proti režimu generála Noriegy, která měla za cíl ochránit americká práva, bránit a provozovat průplav a předat Noriegu spravedlnosti.
Noriega byl zatčen a odvezen na Floridu, kde byl obviněn dle federálních zákonů a postaven před soud. Mimo jiné byl obviněn z pašování drog, vydírání a finančního podvodu. Byl nakonec shledán vinným a 16. září 1992 byl odsouzen na 40 let. V roce 1999 mu byl tento trest zmírněn na 30 let. O extradici Noriegy požádala v roce 1999 Panama, aby se zde zpovídal ze zločinů, jež se staly během jeho vlády. V nepřítomnosti byl v roce 1995 odsouzen na 20 let odnětí svobody. O jeho vydání požádala rovněž Francie, která jej odsoudila za finanční podvod na 10 let. V roce 2010 byl vydán Francii, kde strávil 1 rok ve vazbě. V prosinci 2011 jej Francie vydala do Panamy, kde v roce 2017 zemřel.
V současnosti je Panama jednou z mála zemí na světě, které nedisponují stálou armádou, tím je také jediným americkým neutrálním státem.

## Státní symboly

### Vlajka
Panamská vlajka je tvořena čtvrceným listem o poměru stran nejčastěji 2:3 (ale běžně se užívá i 1:2), kde první pole je bílé s modrou pěticípou hvězdou, druhé je červené, třetí modré a čtvrté bílé s červenou pěticípou hvězdou.

### Znak
Panamský státní znak je tvořen dvakrát děleným štítem, v hlavě a patě polceným. Ve středu štítu je v přirozených barvách zobrazeno panamské území rozdělené průplavem, v pozadí vychází slunce a měsíc. V (heraldicky) pravém horním stříbrném poli jsou zkříženy šavle s puškou, v levém červeném motyka s rýčem. V pravém dolním modrém poli je zlatý roh hojnosti, z něhož se sypou zlaté mince, v levém stříbrném zlaté okřídlené kolo. Nad štítem je stříbrný orel, držící stříbrnou stuhu s černým latinským mottem PRO MUNDI BENEFICIO (česky Pro blaho světa). Nad orlem je deset zlatých pěticípých hvězd a po stranách štítu je vždy po dvou vlajkách na zlatých žerdích.

## Geografie
Západní část Panamy prostupuje vulkanické pohoří Cordillera de Talamanca, které zasahuje až do Kostariky. Zde se také tyčí nejvyšší hora Panamy – Volcán Barú (známý též jako Chiriquí 3 474 m). Dále na východ se táhne až téměř k průplavu horské pásmo Serrania de Tabasará. Po obou stranách pohoří se rozkládají pobřežní nížiny, jen na poloostrově Azuero na jihu Panamy se terén od pobřeží Panamského zálivu opět strmě zvedá. Východně od Panamského průplavu probíhají paralelně s pacifickým i karibským pobřežím dva nižší horské oblouky, které na úplném východě uzavírají nejrozsáhlejší panamskou nížinu. Národní parky v Panamě (např. NP Coiba, NP Darién nebo NP La Amistad) a další chráněná území pokrývají na 34 % rozlohy státu. K Panamě patří souostroví Bocas del Toro a Perlové souostroví. Zdejší nejmohutnější řeky jsou Tuira, Bayano, Chucunaque a Chagres, největší přehradní nádrže jsou Bayano, Gatún a Alajuela.
V roce 2005 pokrývaly lesy 59,2 %, zemědělská půda 37,9 %. Savany zabíraly jen 0,2 % území státu.

## Podnebí
Podnebí je horké a vlhké po celý rok, v západních horách je podstatně chladněji. Na karibském pobřeží spadne ročně 2500–4000 mm srážek, tichomořské je výrazně sušší.

## Ekonomika
Díky výhodné zeměpisné poloze patří panamské hospodářství k jedněm z bohatších v Latinské Americe. Panamská ekonomika je založena na službách, které tvoří 78 % HDP. Hrubý domácí produkt Panamy v roce 2012 vzrostl o 10,8 % a byl tak nejvyšší ve Střední Americe, přesto však asi 14 % populace žije v chudobě.
Pod panamskou vlajkou je registrováno přes 3000 lodí, jelikož jsou registrační poplatky malé a pracovní zákony velmi benevolentní. Pětina populace je zaměstnána v zemědělství, které vytváří pouze 6 % HDP. Nejvýznamnější zemědělské produkty jsou banány, cukrová třtina, káva, kukuřice a rýže. Většina průmyslové produkce zůstává na území Panamy a slouží k uspokojení domácí potřeby.
Sektor služeb je tvořen především provozováním průplavu a bankovnictvím. Nemalou měrou přispívá i Bezcelní zóna Colón, která je druhou největší bezcelní zónou na světě. Mezinárodní obchod zároveň podporuje fakt, že oficiální měnou Panamy je kromě místní balboy i americký dolar.
V roce 2018 patřily mezi nejvýznamnější exportní položky především produkty farmaceutického a chemického průmyslu - léčiva, sulfonamidy, aminosloučeniny, parfémy a kosmetika. Významnou roli při tvorbě hrubého domácího produktu sehrál i turismus, jehož příjmy představovaly v roce 2009 9,3% státního HDP.

## Obyvatelstvo

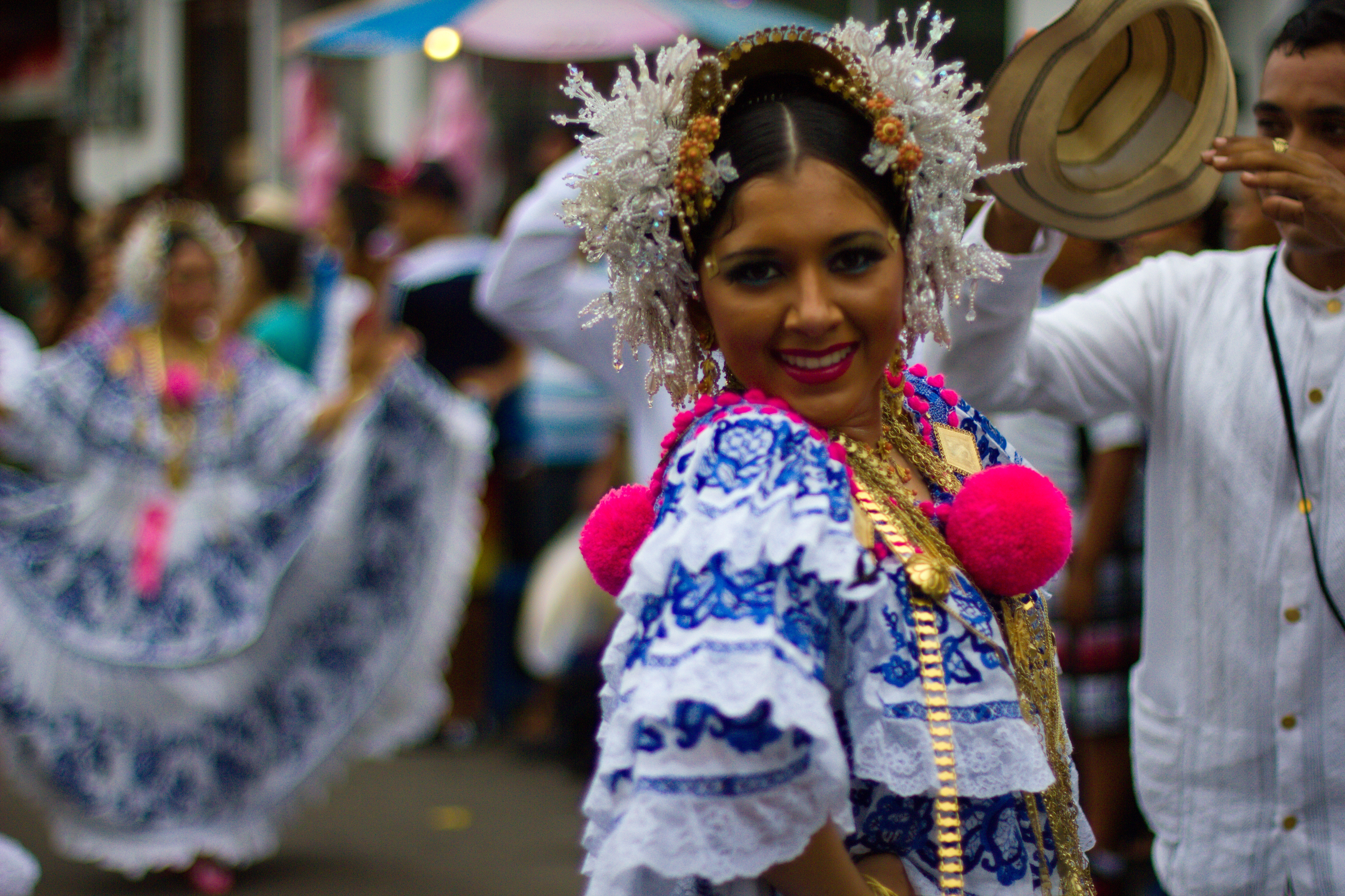
Panamky ve zdobených sukních pollera

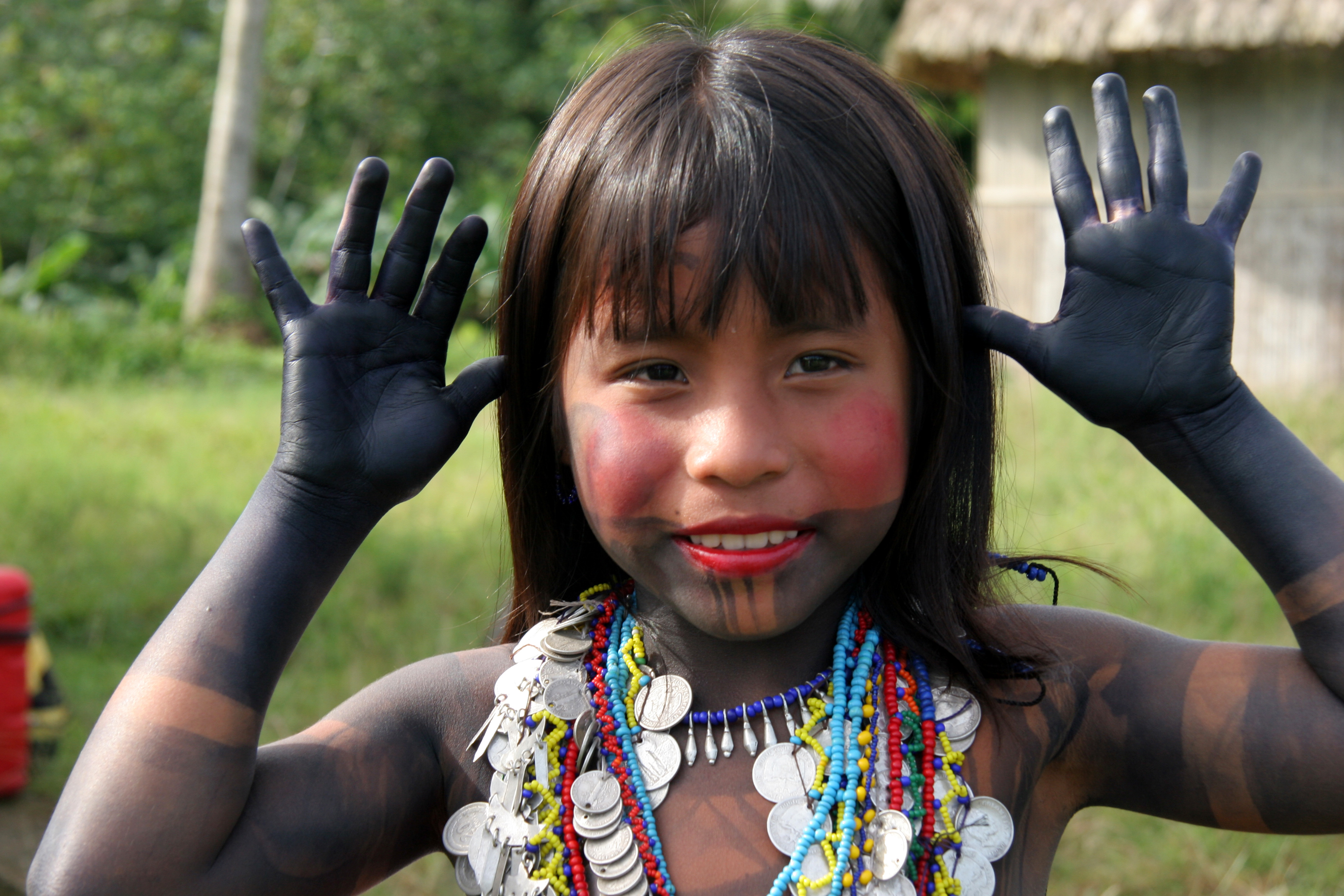
Dívka z indiánské rezervace Emberá-Wounaan

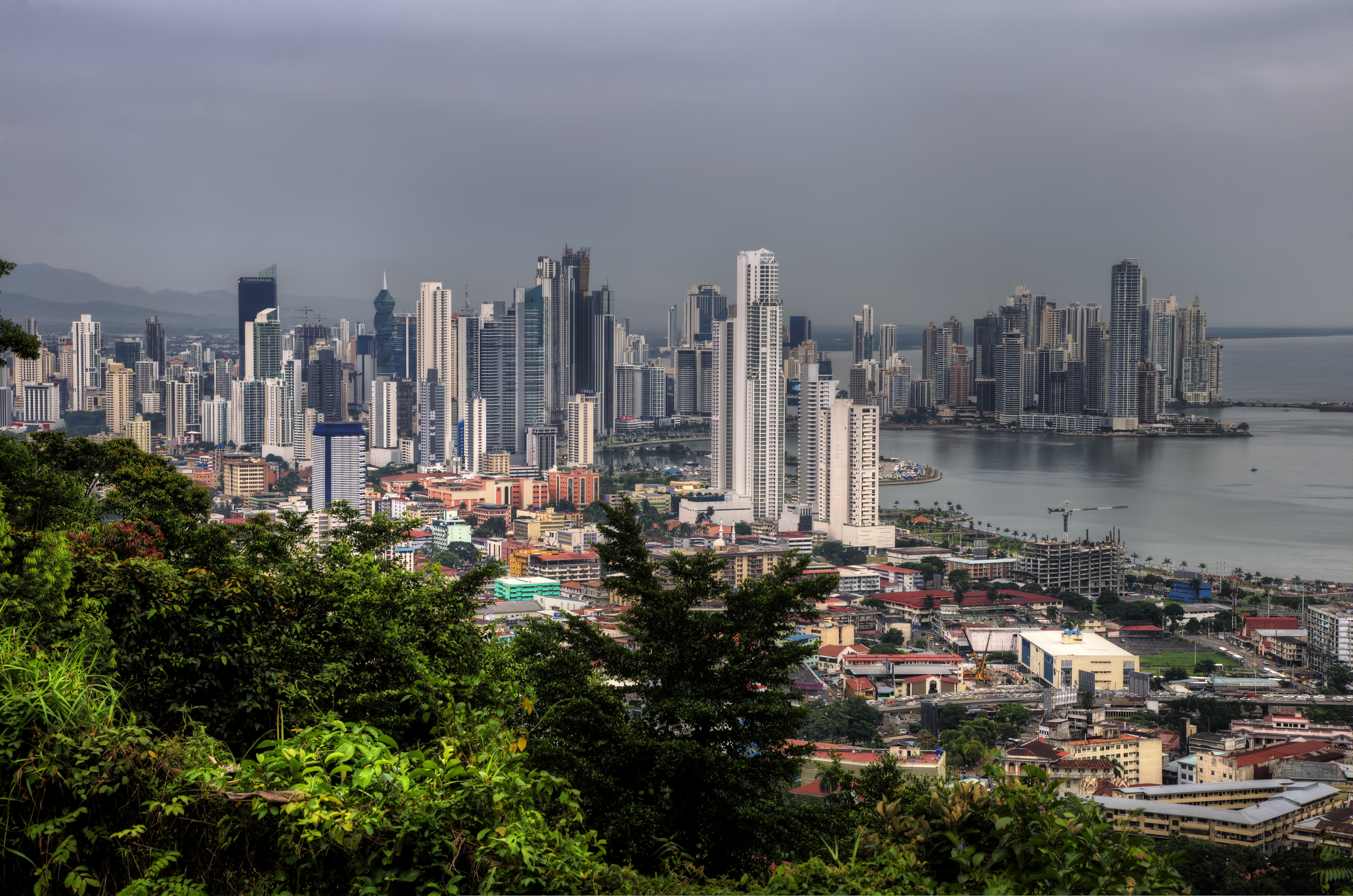
Ciudad de Panamá

V roce 2010 žilo v Panamě 3 405 813 osob. Většinu obyvatelstva tvoří mesticové. Podle sčítání obyvatelstva v roce 2010 žilo v Panamě 313 289 lidí afrického původu a 417 559 obyvatel indiánského původu. Kromě španělštiny má od 26. listopadu 2010 status oficiálního jazyka 7 nejrozšířenějších indiánských jazyků (Ngöbe, Guna, Emberá, Buglé, Wounaan, Naso tjerdi a Bri-Bri). Dalším rozšířeným jazykem je angličtina.
Nejvýznamnější indiánská etnika jsou:
- Ngöbe – 260 058 osob
- Guna – 80 526 osob
- Emberá – 31 284 osob
- Buglé – 24 912 osob
- Wounaan – 7 279 osob

### Vývoj počtu obyvatel
Počet obyvatel

## Administrativní členění

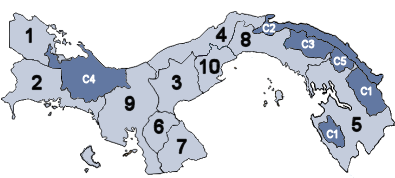
Provincie a komarky Panamy (bez Naso Tjër Di, která vznikla v roce 2020)

K prosinci 2020 Panama sestávala z deseti provincií a čtyř tzv. comarek (území, kde podstatnou část obyvatelstva tvoří původní indiánské kmeny), které jsou na provinční úrovni. Další dvě indiánská území (Madugandí a Wargandí) jsou nižšími administrativními celky provincií Panama a Darién.
- 1 Bocas del Toro
- 2 Chiriquí
- 3 Coclé
- 4 Colón
- 5 Darién
- 6 Herrera
- 7 Los Santos
- 8 Panama
- 9 Veraguas
- 10 Západní Panamá
- C1 Emberá-Wounaan
- C2 Guna Yala
- C3 Madugandí
- C4 Ngäbe-Buglé
- C5 Wargandí
- Naso Tjër Di